# Bannikoppa, Shiggaon
Bannikoppa là một làng thuộc tehsil Shiggaon, huyện Haveri, bang Karnataka, Ấn Độ.